# Saint-Menge
Pour les articles homonymes, voir Menge (homonymie).
Saint-Menge est une commune française située dans le département des Vosges en région Grand Est.

## Géographie

### Localisation
Saint-Menge est située entre Mirecourt et Neufchâteau, dans la vallée de la Vraine, affluent droit du Vair.
| Gironcourt-sur-Vraine |             | Ménil-en-Xaintois |
|                       | Saint-Menge |                   |
| Dombrot-sur-Vair      |             | Gemmelaincourt    |

### Géologie et relief
La commune se compose de 442,10 hectares de territoires agricoles (65,99 %) et 228,06 hectares de forêts et milieux semi-naturels (34,04 %).
| - OpenStreetMap Limite communale. |

### Hydrographie et les eaux souterraines
Hydrogéologie et climatologie : Système d’information pour la gestion des eaux souterraines du bassin Rhin-Meuse :
Territoire communal : Occupation du sol (Corinne Land Cover); Cours d'eau (BD Carthage),
Géologie : Carte géologique; Coupes géologiques et techniques,
 Hydrogéologie : Masses d'eau souterraine; BD Lisa; Cartes piézométriques.

#### Réseau hydrographique
La commune est située dans le bassin versant de la Meuse au sein du bassin Rhin-Meuse. Elle est drainée par la ruisseau la Vraine, le ruisseau du Bois et le ruisseau du Puits de Haie,.
La Vraine, d'une longueur totale de 22,9 km, prend sa source dans la commune de Domjulien et se jette dans le Vair à Removille, face à Vouxey, après avoir traversé dix communes.

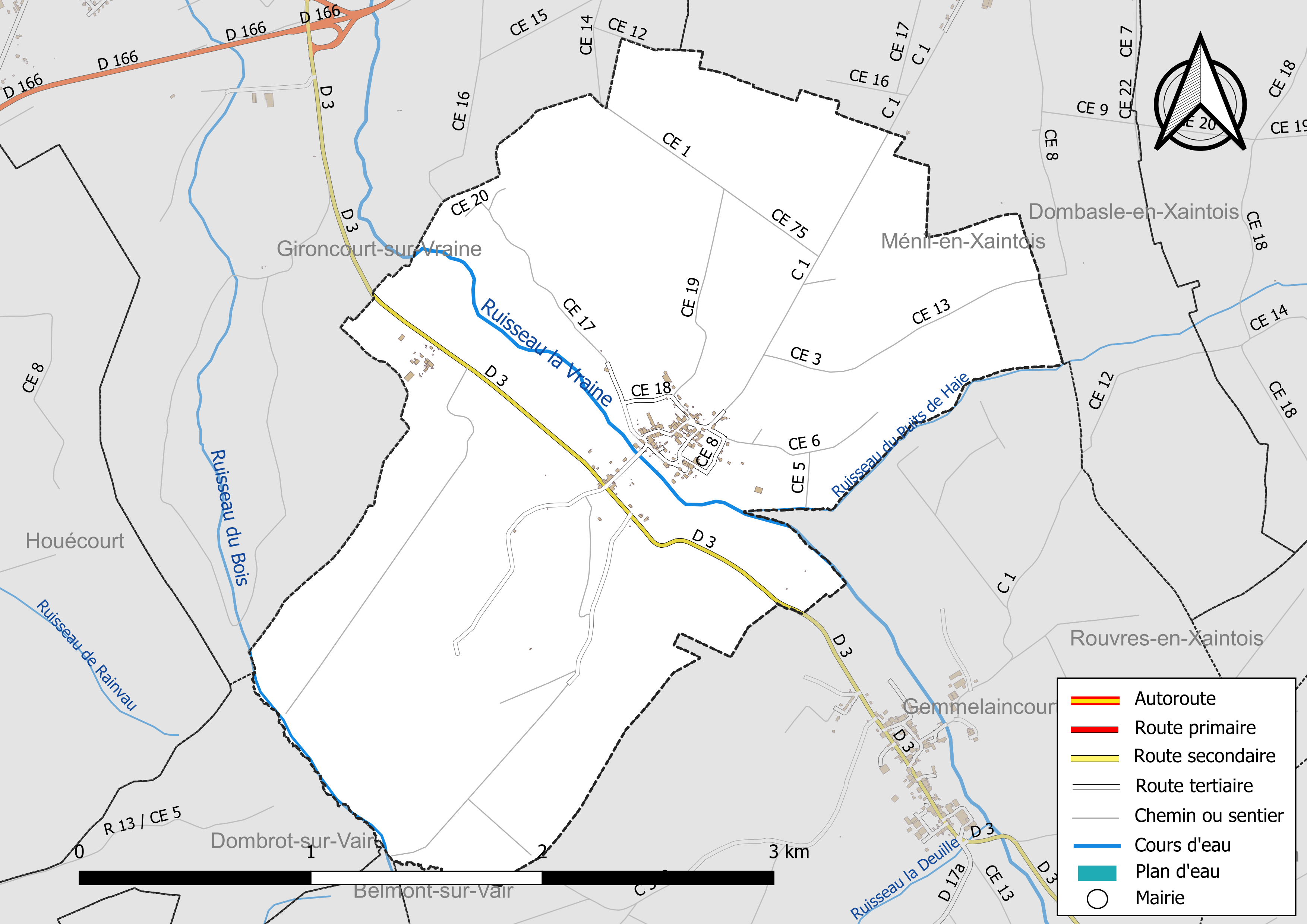
Réseaux hydrographique et routier de Saint-Menge.

#### Gestion et qualité des eaux
Le territoire communal est couvert par le schéma d'aménagement et de gestion des eaux (SAGE) « Nappe des Grès du Trias Inférieur ». Ce document de planification, dont le territoire comprend le périmètre de la zone de répartition des eaux de la nappe des Grès du trias inférieur (GTI), d'une superficie de 1 497 km2, est en cours d'élaboration. L’objectif poursuivi est de stabiliser les niveaux piézométriques de la nappe des GTI et atteindre l'équilibre entre les prélèvements et la capacité de recharge de la nappe. Il doit être cohérent avec les objectifs de qualité définis dans les SDAGE Rhin-Meuse et Rhône-Méditerranée. La structure porteuse de l'élaboration et de la mise en œuvre est le conseil départemental des Vosges.
La qualité des cours d’eau peut être consultée sur un site dédié géré par les agences de l’eau et l’Agence française pour la biodiversité.

### Climat
Pour des articles plus généraux, voir Climat du Grand Est et Climat des Vosges.
En 2010, le climat de la commune est de type climat de montagne, selon une étude du Centre national de la recherche scientifique s'appuyant sur une série de données couvrant la période 1971-2000. En 2020, Météo-France publie une typologie des climats de la France métropolitaine dans laquelle la commune est exposée à un climat océanique altéré et est dans la région climatique  Lorraine, plateau de Langres, Morvan, caractérisée par un hiver rude (1,5 °C), des vents modérés et des brouillards fréquents en automne et hiver.
Pour la période 1971-2000, la température annuelle moyenne est de 9,4 °C, avec une amplitude thermique annuelle de 16,7 °C. Le cumul annuel moyen de précipitations est de 998 mm, avec 12,6 jours de précipitations en janvier et 9,5 jours en juillet. Pour la période 1991-2020, la température moyenne annuelle observée sur la station météorologique de Météo-France la plus proche, « Mirecourt-inra », sur la commune de Mirecourt à 13 km à vol d'oiseau, est de 10,4 °C et le cumul annuel moyen de précipitations est de 824,3 mm. 
La température maximale relevée sur cette station est de 39,5 °C, atteinte le 25 juillet 2019 ; la température minimale est de −19,5 °C, atteinte le 20 décembre 2009,,.
Les paramètres climatiques de la commune ont été estimés pour le milieu du siècle (2041-2070) selon différents scénarios d'émission de gaz à effet de serre à partir des nouvelles projections climatiques de référence DRIAS-2020. Ils sont consultables sur un site dédié publié par Météo-France en novembre 2022.

## Urbanisme

### Typologie
Au 1er janvier 2024, Saint-Menge est catégorisée commune rurale à habitat dispersé, selon la nouvelle grille communale de densité à sept niveaux définie par l'Insee en 2022.
Elle est située hors unité urbaine et hors attraction des villes,.

### Occupation des sols
L'occupation des sols de la commune, telle qu'elle ressort de la base de données européenne d’occupation biophysique des sols Corine Land Cover (CLC), est marquée par l'importance des territoires agricoles (65,7 % en 2018), une proportion identique à celle de 1990 (65,7 %). La répartition détaillée en 2018 est la suivante : 
prairies (43,9 %), forêts (34,3 %), terres arables (21,9 %). L'évolution de l’occupation des sols de la commune et de ses infrastructures peut être observée sur les différentes représentations cartographiques du territoire : la carte de Cassini (XVIIIe siècle), la carte d'état-major (1820-1866) et les cartes ou photos aériennes de l'IGN pour la période actuelle (1950 à aujourd'hui).

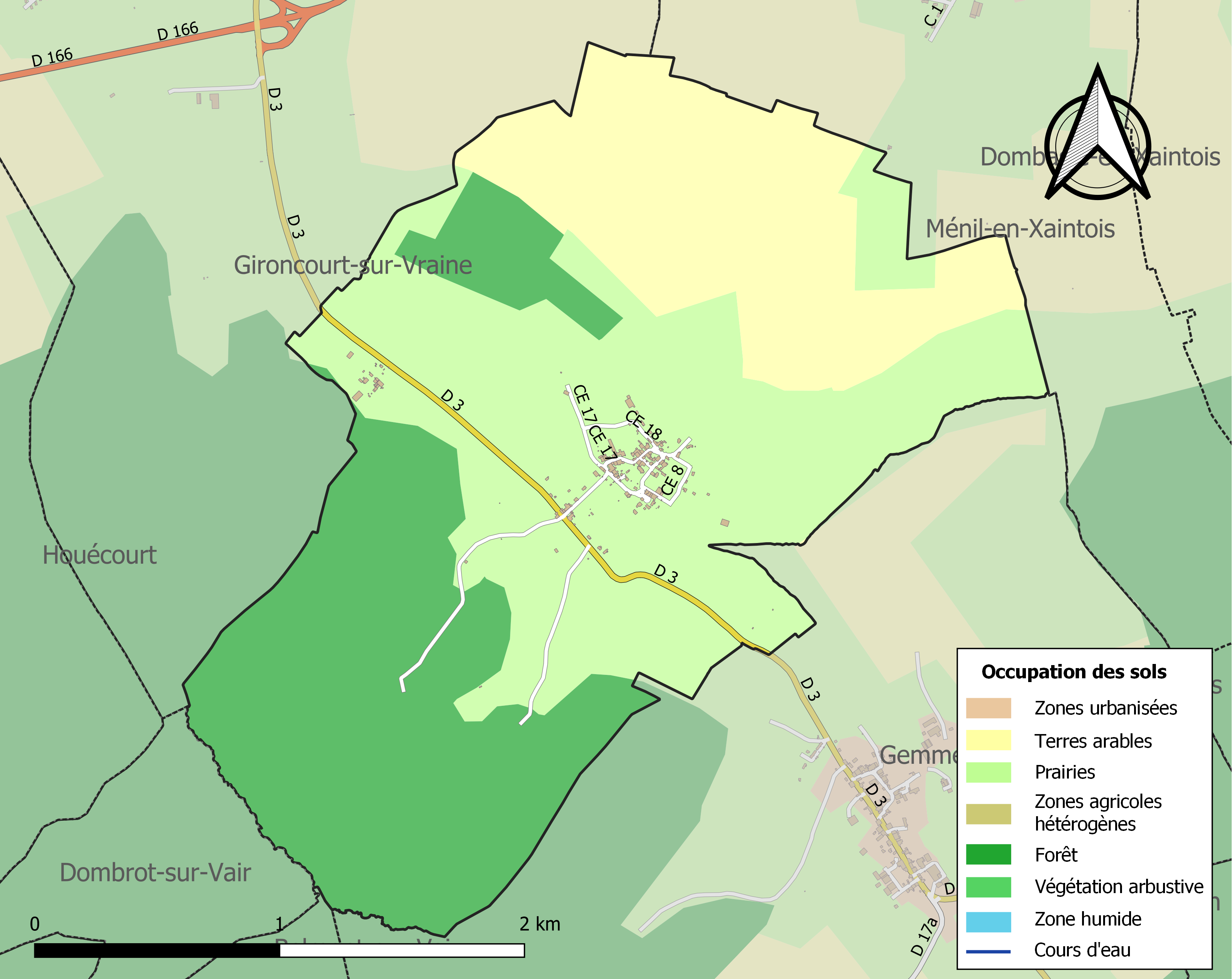
Carte des infrastructures et de l'occupation des sols de la commune en 2018 (CLC).

### Voies de communications et transports

#### Voies routières
- A31 (aussi appelée autoroute de Lorraine-Bourgogne). Échangeurs Châtenois, Bulgnéville.

#### Transports en commun

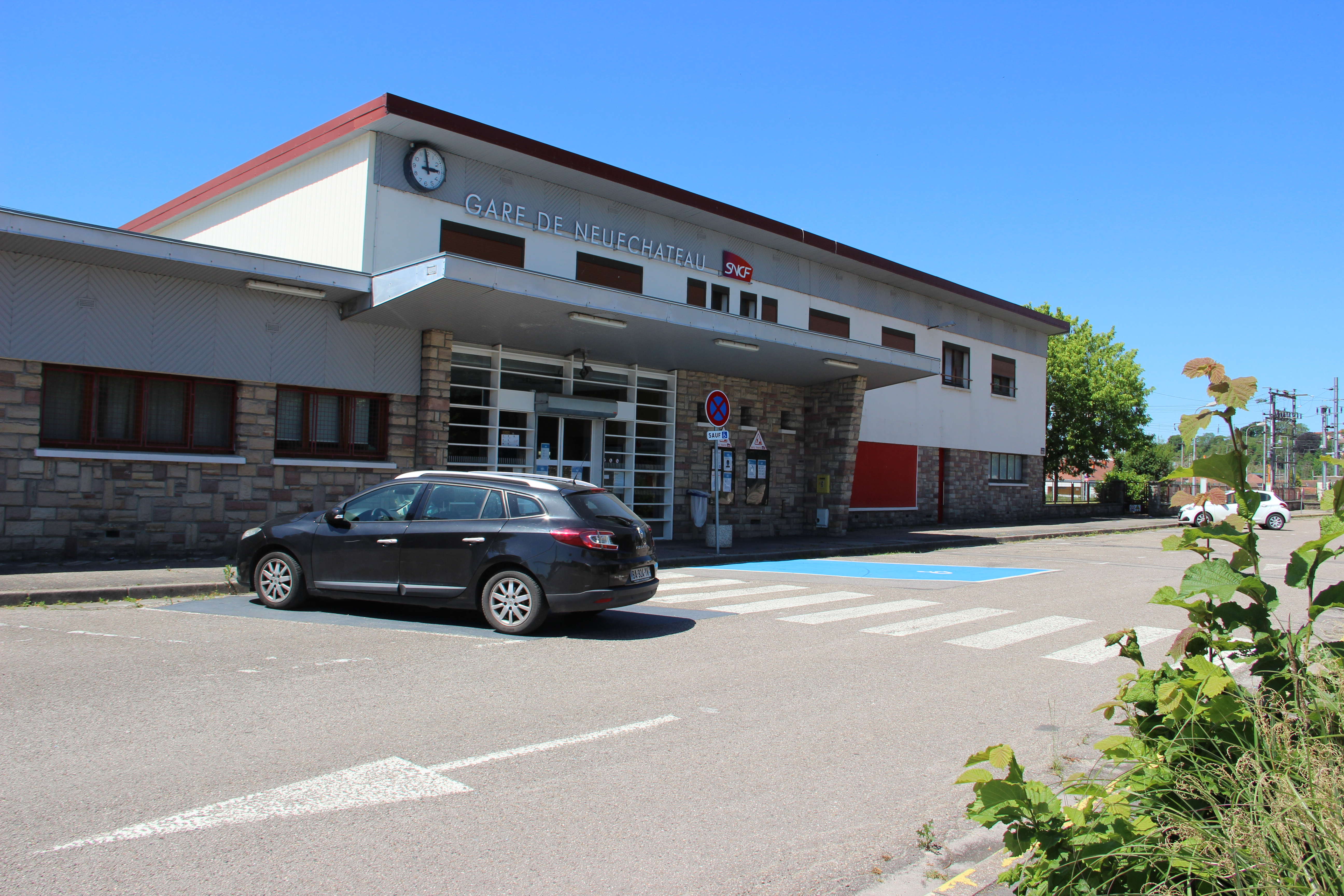
Gare de Neufchâteau.

- Fluo Grand Est.

#### Lignes SNCF
- Gare de Neufchâteau
- Gare de Contrexéville
- Gare de Vittel

#### Transports aériens
- L'Aéroport d'Épinal-Mirecourt « Vosges Aéroport ».

À partir de l'été 2021, l’aéroport d’Épinal-Mirecourt est devenu le "pélicandrome" de la Zone Est et servira ainsi de base de ravitaillement et d’intervention pour les avions bombardiers d’eau connus sous le nom de Dash 8.
- Aéroport de Nancy-Essey.

## Toponymie
Le nom de la localité est attesté sous les formes Apud Sanctum Memmium (XIIe siècle) ; Saint Mange (XIIIe siècle) ; Saint Menge (1351) ; Sainct Moinge (XIVe siècle) ; De Sancto Dominico (1402) ; Saint Menge (1432) ; Sainct Manges (1572) ; Baudricourt, ci-devant St Mange (1751) ; Ancien St Menge ou Beaudricourt (xviiie siècle) ; Bassompierre (1790).

Saint-Menge est un hagiotoponyme faisant référence à Memmie de Châlons, qui selon la tradition, était un citoyen romain qui fut consacré par saint Pierre et envoyé en Gaule pour convertir les populations au christianisme.
La baronnie de Saint-Menge fut érigée en marquisat de Baudricourt, par lettres du Duc Léopold le 8 novembre 1719. Elle prend le nom de Baudricourt, tandis que la paroisse de Baudricourt à quelques km au nord est prend le nom de Saint-Menge. La carte de Cassini indique « Ancien St Menge ou Beaudricourt » et à la place de Baudricourt: « St Mange cy devant Baudricourt ». En 1766, lors du rattachement de la Lorraine à la France, Saint Menge devient Bassompierre tandis que Saint-Menge (ex Baudricourt) redevient Baudricourt.
Au cours de la Révolution française, la commune conserve le nom de Bassompierre jusqu'en 1791, puis, curieusement alors qu'il y a une déchristianisation générale des noms, reprend son nom historique de St Menge à partir de 1792 et le conservera, au moins dans les registres d'état civil. Le nom républicain de Mengeval aurait été utilisé par ailleurs mais l'attestation manque.

## Histoire
Le village actuel s'est appelé Baudricourt de 1719 à 1766, Bassompierre jusqu'en 1790, à nouveau Baudricourt, puis a retrouvé son nom de Saint-Menge au XIXe siècle.
Des mines de charbon sont actives sur la commune entre 1830 et 1853 puis entre 1916 et 1920 avant d'être relancées une dernière fois dans les années 1940. Leur présence est due à l'implantation du village sur le Bassin houiller keupérien des Vosges. La commune faisait partie de la même concession que sa voisine Gemmelaincourt.

## Politique et administration

### Budget et fiscalité 2023

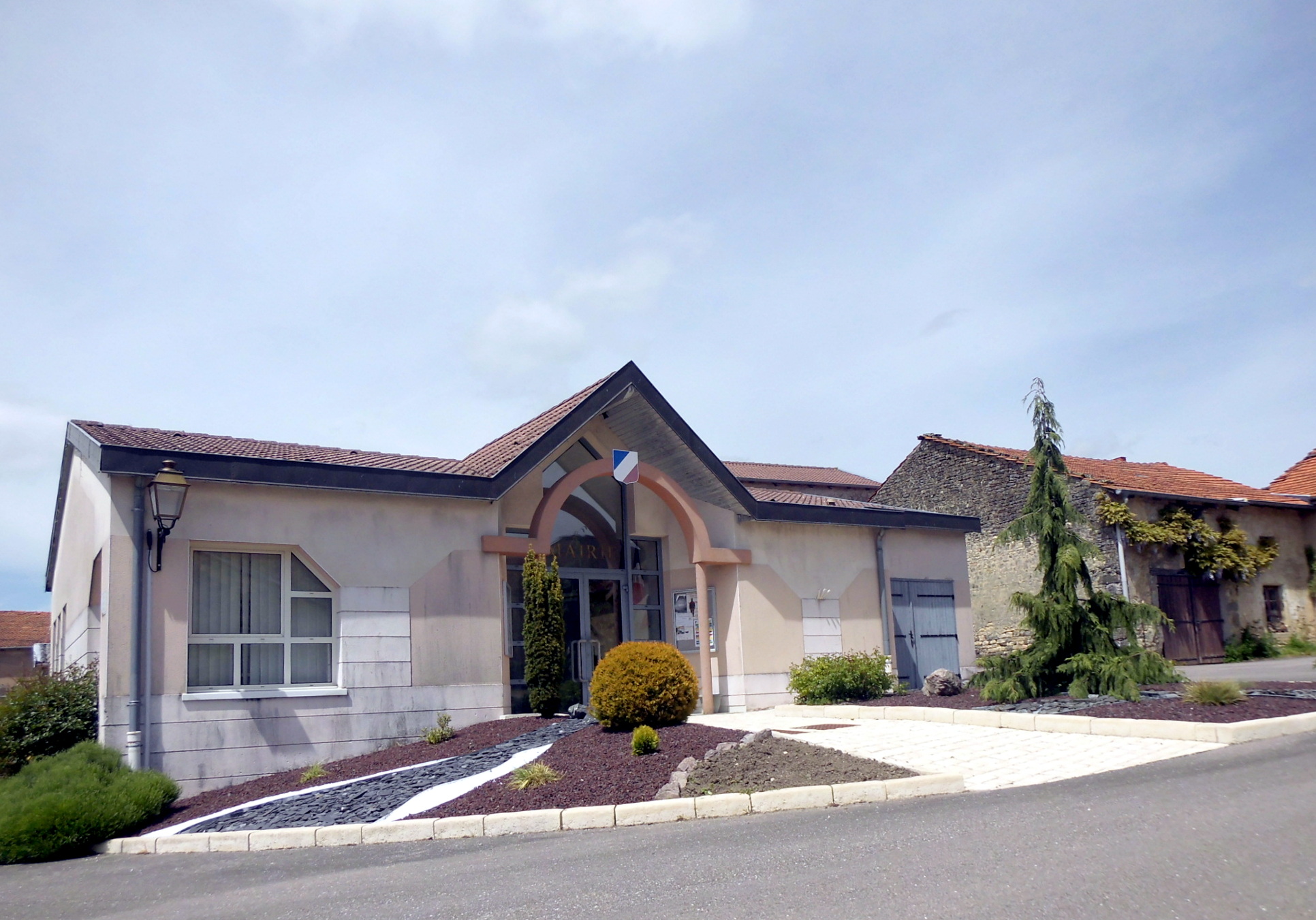
La mairie.

En 2023, le budget de la commune était constitué ainsi :
- total des produits de fonctionnement : 120 000 €, soit 962 € par habitant ;
- total des charges de fonctionnement : 63 000 €, soit 504 € par habitant ;
- total des ressources d'investissement : 57 000 €, soit 458 € par habitant ;
- total des emplois d'investissement : 54 000 €, soit 434 € par habitant ;
- endettement : 213 000 €, soit 1 706 € par habitant.

Avec les taux de fiscalité suivants :
- taxe d'habitation : 22,72 % ;
- taxe foncière sur les propriétés bâties : 36,47 % ;
- taxe foncière sur les propriétés non bâties : 17,13 % ;
- taxe additionnelle à la taxe foncière sur les propriétés non bâties : 0,00 % ;
- cotisation foncière des entreprises : 0,00 %.

Chiffres clés Revenus et pauvreté des ménages en 2021 : médiane en 2021 du revenu disponible, par unité de consommation : 20 850 €.
| Période                                  | Période                       | Identité          | Étiquette | Qualité                       |
| ---------------------------------------- | ----------------------------- | ----------------- | --------- | ----------------------------- |
| Les données manquantes sont à compléter. |                               |                   |           |                               |
| mars 2001                                | En cours (au 18 février 2015) | Jean-Yves Vagnier |           | Cadre de la fonction publique |

## Population et société

### Démographie

#### Évolution démographique
L'évolution du nombre d'habitants est connue à travers les recensements de la population effectués dans la commune depuis 1793. Pour les communes de moins de 10 000 habitants, une enquête de recensement portant sur toute la population est réalisée tous les cinq ans, les populations de référence des années intermédiaires étant quant à elles estimées par interpolation ou extrapolation. Pour la commune, le premier recensement exhaustif entrant dans le cadre du nouveau dispositif a été réalisé en 2006.

En 2022, la commune comptait 117 habitants, en évolution de −7,87 % par rapport à 2016 (Vosges : −2,96 %, France hors Mayotte : +2,11 %).
| 1793 | 1800 | 1806 | 1821 | 1831 | 1836 | 1841 | 1846 | 1856 |
| ---- | ---- | ---- | ---- | ---- | ---- | ---- | ---- | ---- |
| 266  | 303  | 329  | 353  | 375  | 425  | 412  | 420  | 349  |

| 1861 | 1866 | 1876 | 1881 | 1886 | 1891 | 1896 | 1901 | 1906 |
| ---- | ---- | ---- | ---- | ---- | ---- | ---- | ---- | ---- |
| 335  | 320  | 302  | 291  | 270  | 252  | 244  | 216  | 226  |

| 1911 | 1921 | 1926 | 1931 | 1936 | 1946 | 1954 | 1962 | 1968 |
| ---- | ---- | ---- | ---- | ---- | ---- | ---- | ---- | ---- |
| 230  | 188  | 191  | 180  | 170  | 149  | 94   | 110  | 131  |

| 1975 | 1982 | 1990 | 1999 | 2006 | 2011 | 2016 | 2021 | 2022 |
| ---- | ---- | ---- | ---- | ---- | ---- | ---- | ---- | ---- |
| 134  | 127  | 118  | 116  | 100  | 129  | 127  | 121  | 117  |

### Enseignement
Établissements d'enseignements :
- Écoles maternelles et primaires à Gironcourt-sur-Vraine, Houécourt, Dombrot-sur-Vair, La Neuveville-sous-Châtenois, Rouvres-en-Xaintois, Saint-Remimont.
- Collèges à Mandres-sur-Vair, Châtenois, Vittel, Contrexéville, Mirecourt.
- Lycées à Mandres-sur-Vair, Contrexéville, Mirecourt, Neufchâteau.

### Santé
Professionnels et établissements de santé :
- Médecins à Gironcourt-sur-Vraine, Châtenois, Remoncourt, Vittel, Vicherey, Bulgnéville.
- Pharmacies à Gironcourt-sur-Vraine, Châtenois, Remoncourt, Vittel, Vicherey, Bulgnéville.
- Hôpitaux à Vittel, Mattaincourt, Mirecourt, Neufchâteau.

### Cultes
- Culte catholique, Paroisse Saint-Pierre-Fourier[34], Diocèse de Saint-Dié.

## Économie

### Entreprises et commerces

#### Agriculture
- Culture de céréales, de légumineuses et de graines oléagineuses[35].
- Élevage d'autres bovins et de buffles.
- Sylviculture et autres activités forestières.
- Élevage de vaches laitières/
- Élevage d'ovins et de caprins.
- Élevage de chevaux et d'autres équidés.

#### Tourisme
- Hôtellerie et restauration à La Neuveville-sous-Châtenois, Gironcourt-sur-Vraine, Morelmaison, Gemmelaincourt[36].

#### Commerces
- Commerces et services de proximité[37].

## Culture locale et patrimoine

### Lieux et monuments
- Église Sainte-Menne, datant du XIVe siècle, dont le chœur est inscrit sur l'Inventaire supplémentaire des monuments historiques par arrêté du 3 mars 1926[38].
- Patrimoine rural recensé le service régional de l'Inventaire général du patrimoine culturel[39].
- Ancienne maison forte de Saint-Menge[40].
- Statue Vierge à l’enfant « Notre-Dame de chez nous »[41].
- Monument aux morts[42],[43].

Église Sainte-Menne.
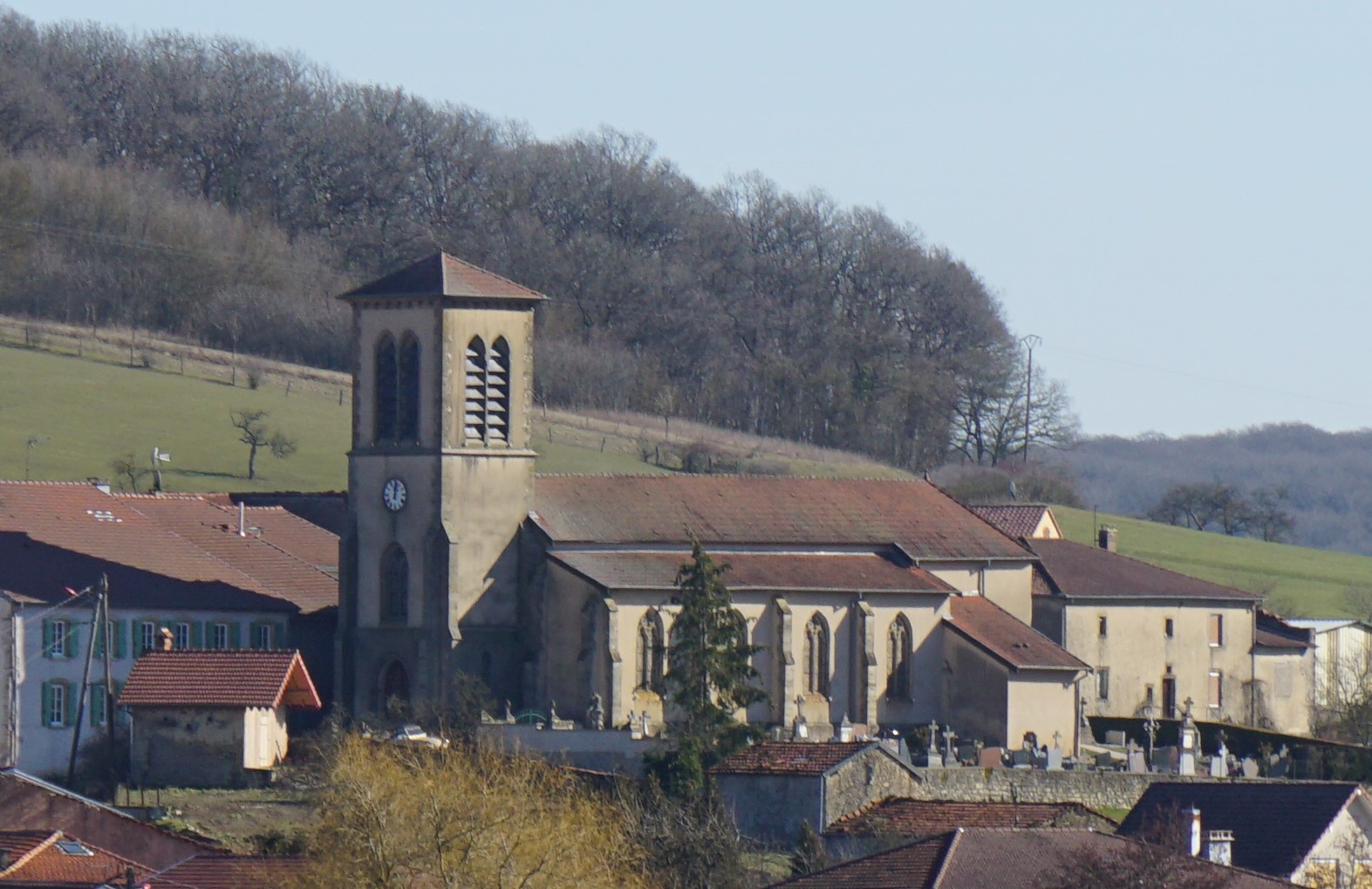
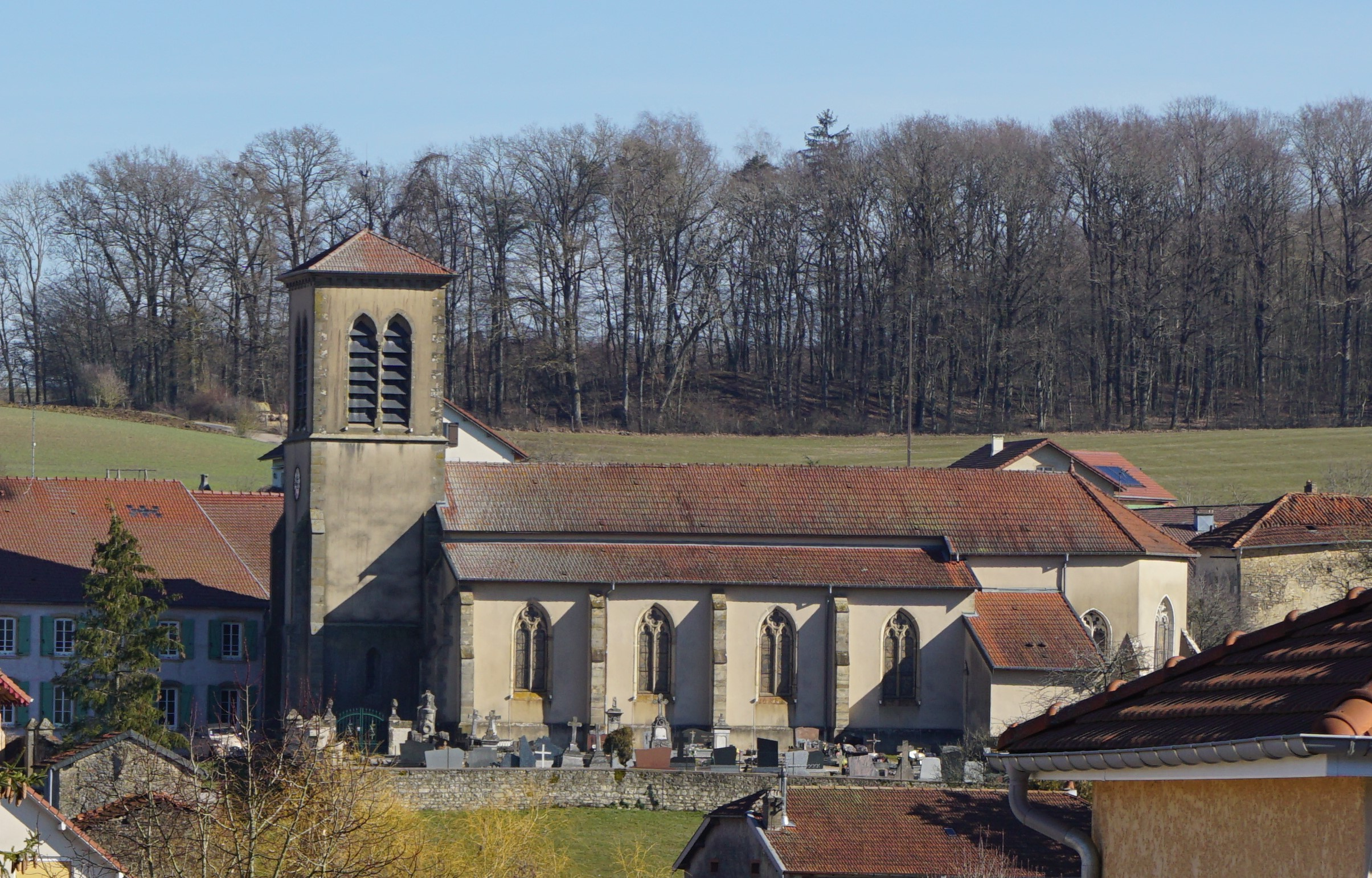

- Les vestiges miniers liées à l'exploitation du charbon[24].

Vestiges miniers.
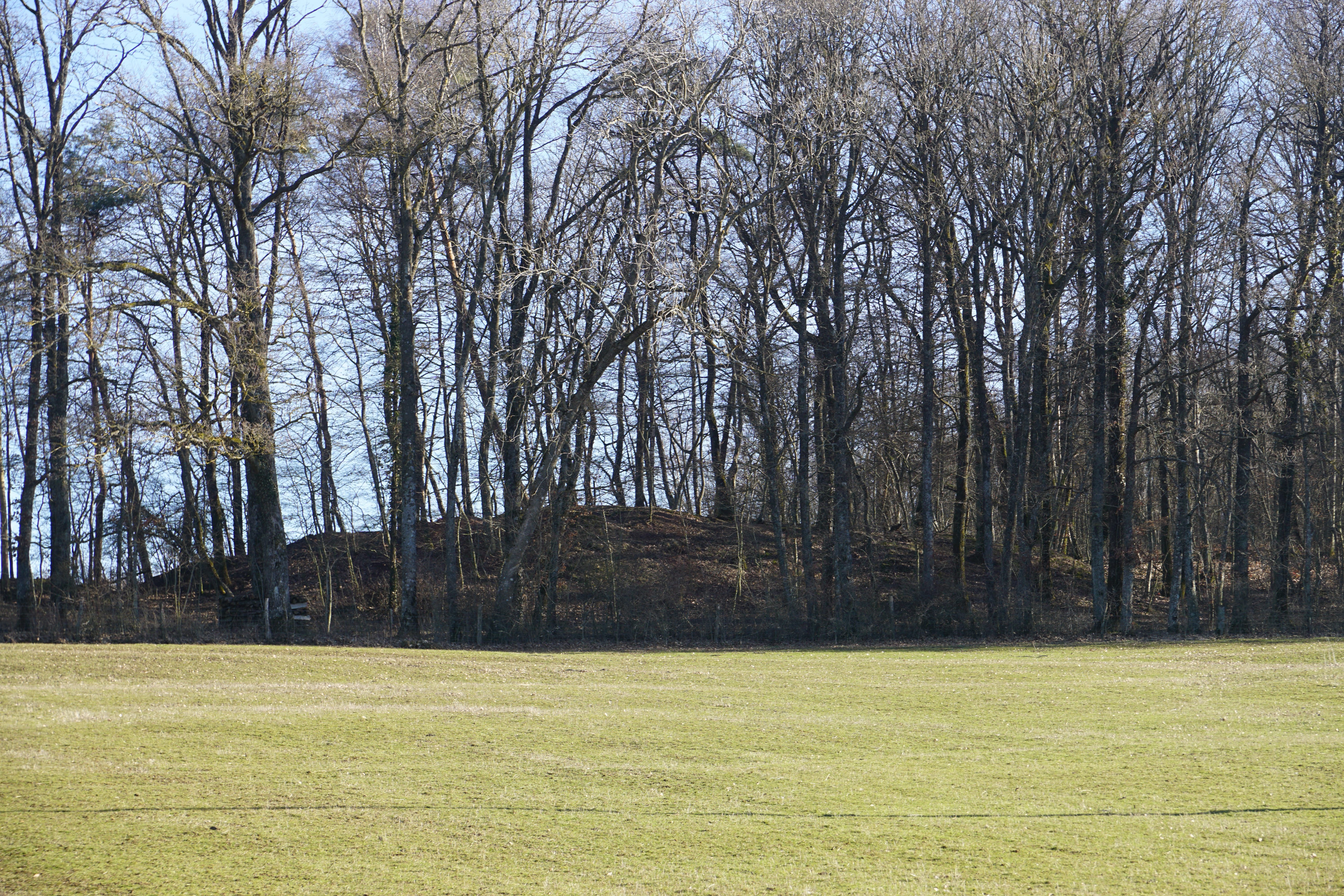
Le terril du puits du Chanois Nord.
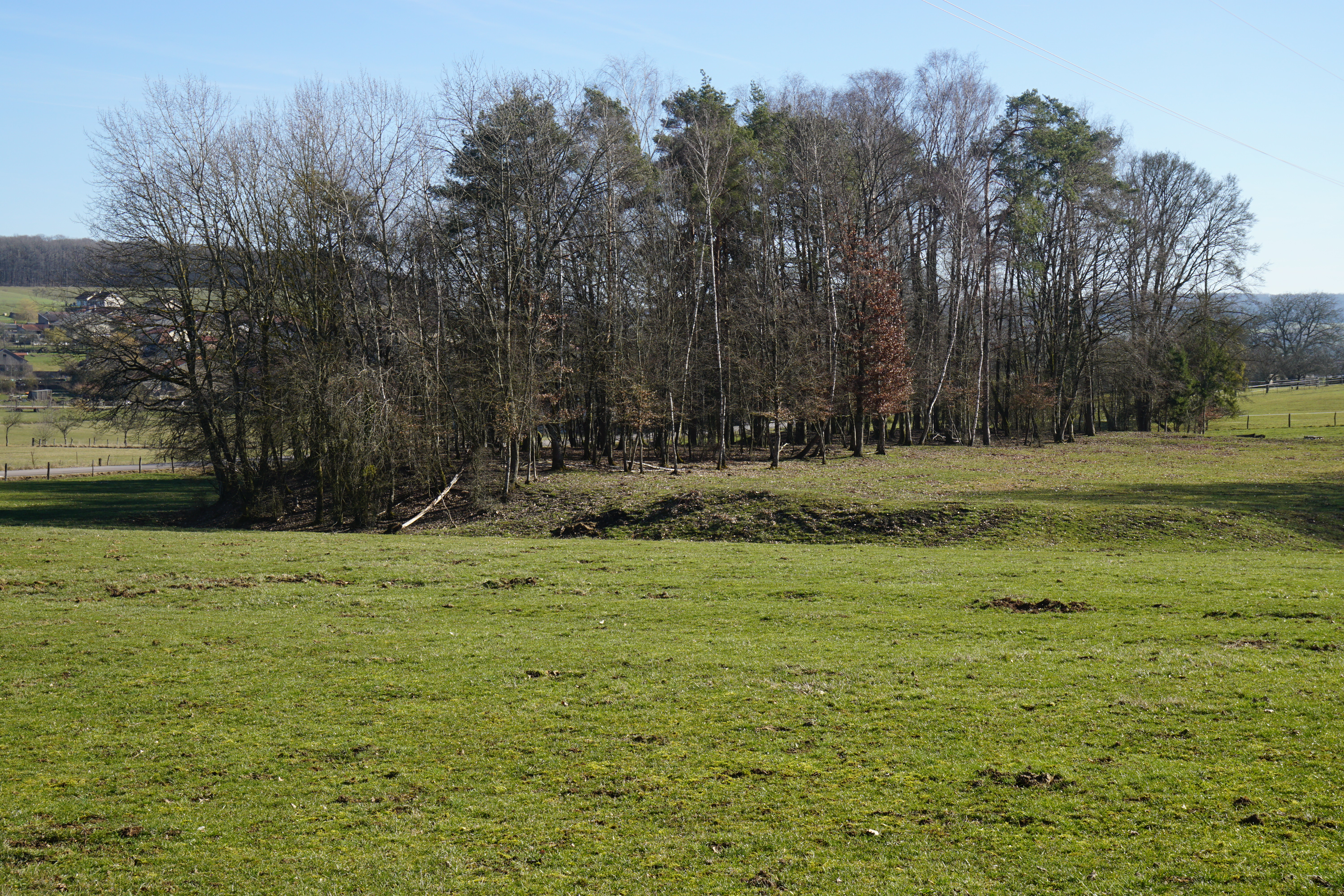
Terril des galeries d'extraction.
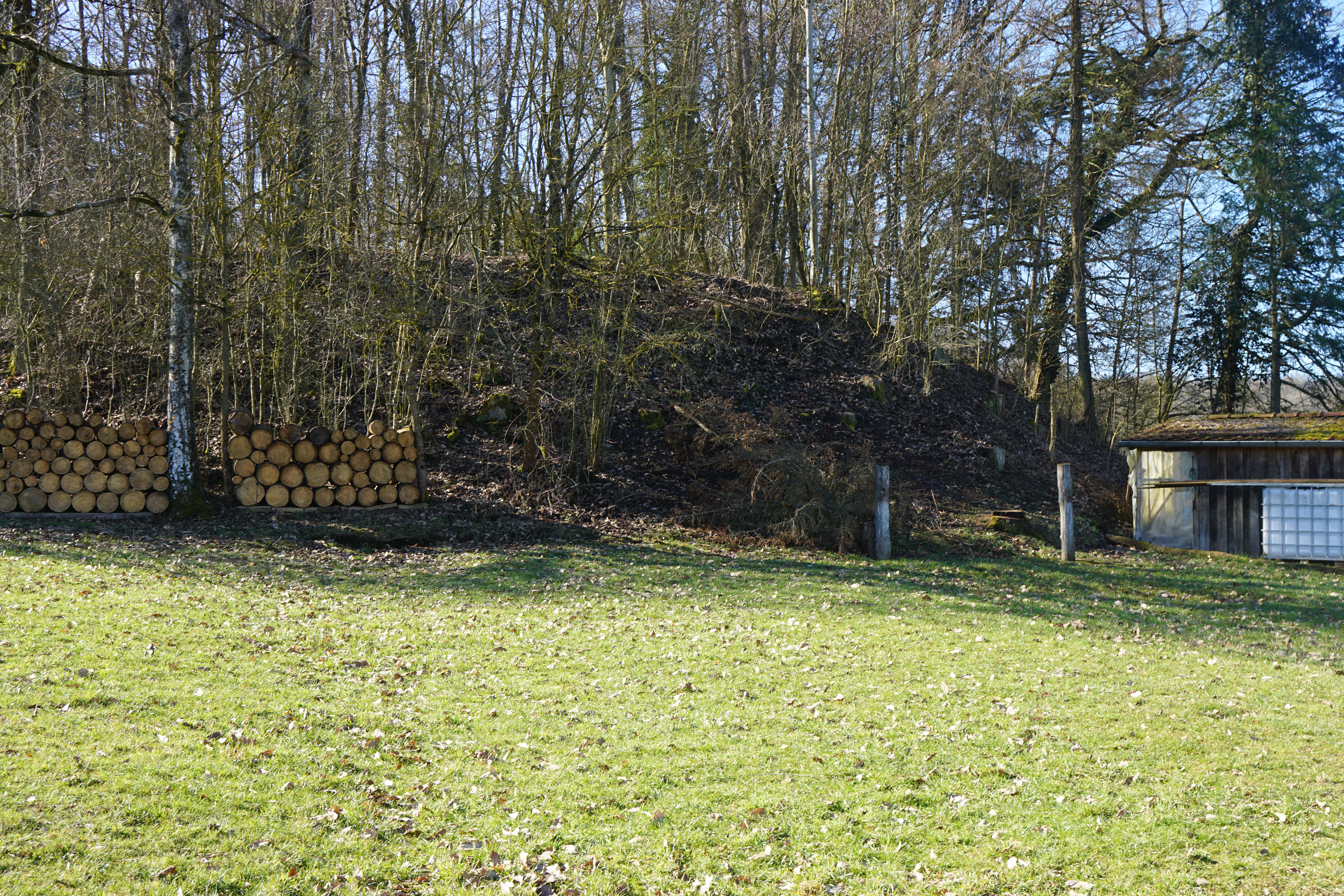
Le terril du puits d'aérage.
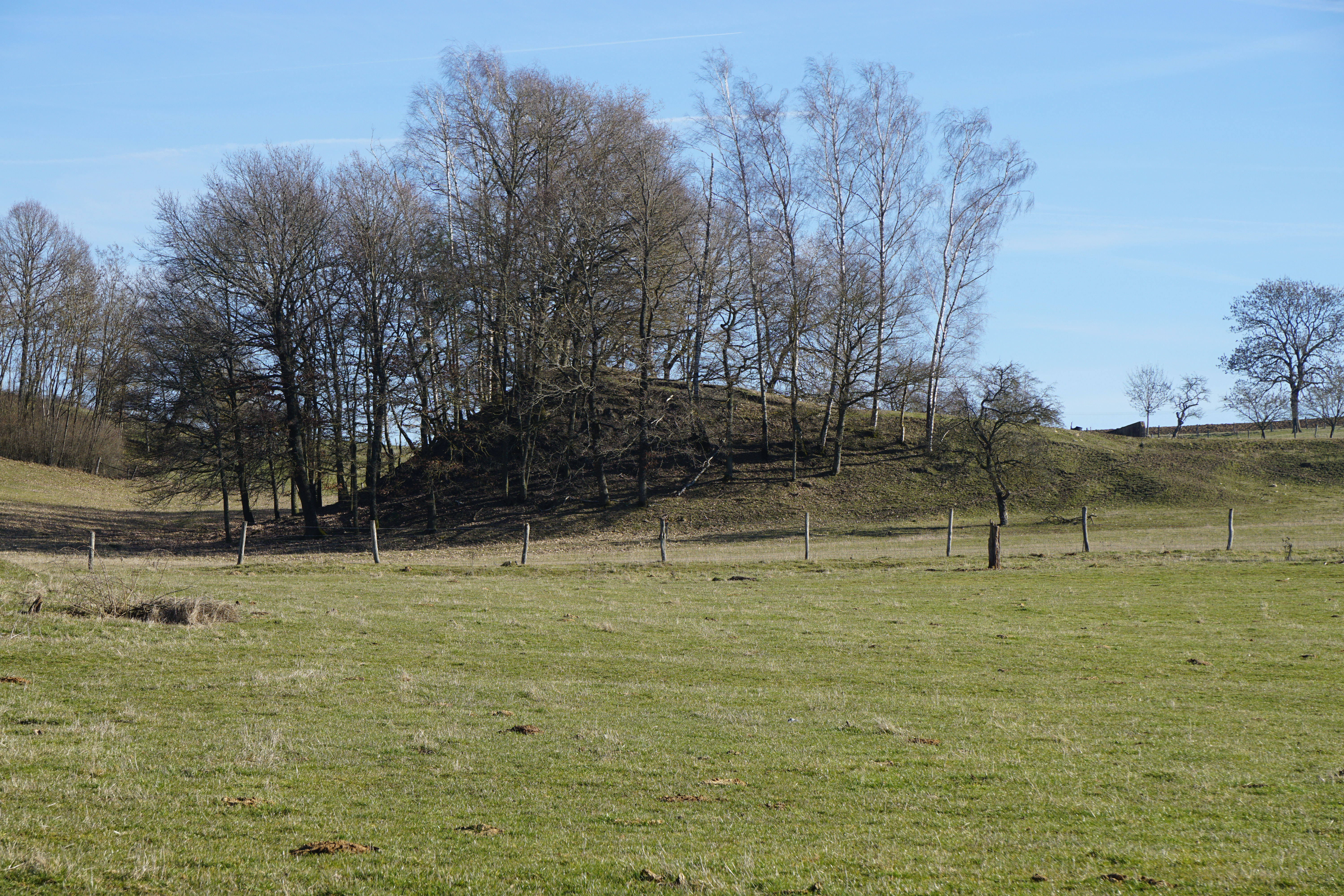
Terril de la galerie des années 1940.

### Personnalités liées à la commune
- Médaillés de Sainte-Hélène : Joseph-Hilaire Zeller, Charles Petelon[44].

### Héraldique
| Blason de Saint-Menge | Blason  | D'azur à l'écusson d'argent en abîme,.           |
| Blason de Saint-Menge | Détails | Le statut officiel du blason reste à déterminer. |